# Aidra Fox
Aidra Fox (Milwaukee, Wisconsin; 25 de septiembre de 1995) es una actriz pornográfica y modelo erótica estadounidense.

## Biografía
Nació en Milwaukee (Wisconsin) en septiembre de 1995, en el seno de una familia con ascendencia polaca, alemana y checa. Tiene tres hermanas mayores y una más pequeña. Entró en la industria pornográfica en octubre de 2013, con 18 años.
Ha trabajado para productoras como Evil Angel, Digital Sin, Hard X, New Sensations, Elegant Angel, Pure Taboo, Girlfriends Films, Jules Jordan Video o Tushy, entre otras. Asimismo, ha trabajado para diversos sitios web como Brazzers, Twistys, Digital Desire, Reality Kings o Naughty America.
A lo largo de su carrera ha compartido créditos con destacados rostros de la industria, como Lisa Ann, Manuel Ferrara, Dana DeArmond, Brandi Love, Dani Daniels, Mick Blue o Seth Gamble.
En agosto de 2014 fue elegida Twistys Treat, y en octubre de ese mismo año Pet of the Month por la revista Penthouse.
Su primera escena de sexo anal fue en la película Anal POV Style, en 2014. Un año después rodó sus primeras escenas de doble penetración y blowbang (mezcla de sexo oral y gang bang) en Aidra Fox is Slutwoman.
En 2015 recibió diversas nominaciones en los Premios AVN, llegando a ganar su primer galardón en la categoría de Mejor escena de sexo chico/chica por la película Jean Fucking.
En 2016 se alzó con otros dos Premios AVN en las categorías de Mejor escena de sexo lésbico por Being Riley junto a Riley Reid y Mejor escena POV de sexo por Jules Jordan's Eye Contact junto a Jules Jordan y Jillian Janson.
Hasta la actualidad, ha rodado más de 930 películas como actriz.
Algunas películas de su filmografía son Anal Newbies 3, Barely Legal Amish Girls, Come Inside Me, Girls Kissing Girls 17, Jizz My Glasses, Masseuse 10, Mick Loves Anikka, Polyamory, Suck Balls 4 o Teen Wonderland 3.

## Premios y nominaciones
| Año  | Ceremonia    | Resultado | Premio                                        | Trabajo                                                         |
| ---- | ------------ | --------- | --------------------------------------------- | --------------------------------------------------------------- |
| 2015 | Premios AVN  | Nominada  | Mejor escena de sexo anal                     | Anal POV Style                                                  |
| 2015 | Premios AVN  | Nominada  | Mejor actriz revelación                       | —                                                               |
| 2015 | Premios AVN  | Nominada  | Mejor escena de sexo en grupo                 | Ferrara's Reverse Gangbang 2                                    |
| 2015 | Premios AVN  | Ganadora  | Mejor escena de sexo chico/chica              | Jean Fucking                                                    |
| 2015 | Premios AVN  | Nominada  | Mejor actuación solo / tease                  | Beautiful Solo 3                                                |
| 2015 | Premios AVN  | Nominada  | Mejor escena de sexo oral                     | Amateur Introductions 14                                        |
| 2015 | Premios AVN  | Nominada  | Mejor escena de sexo lésbico                  | Secret Life of a Lesbian                                        |
| 2015 | Premios AVN  | Nominada  | Premio fan: Actriz debutante más rompedora    | —                                                               |
| 2015 | Premios XBIZ | Nominada  | Mejor actriz revelación                       | —                                                               |
| 2015 | Premios XBIZ | Nominada  | Mejor escena de sexo en película vignette     | My Brother Has A Big Dick                                       |
| 2015 | Premios XRCO | Nominada  | New Starlet of the Year                       | —                                                               |
| 2015 | Premios XRCO | Nominada  | Cream Dream of the Year                       | —                                                               |
| 2016 | Premios AVN  | Nominada  | Mejor escena de sexo lésbico en grupo         | Meet Aidra Fox                                                  |
| 2016 | Premios AVN  | Ganadora  | Mejor escena de sexo lésbico                  | Being Riley                                                     |
| 2016 | Premios AVN  | Nominada  | Mejor escena de sexo en grupo                 | Meet Aidra Fox                                                  |
| 2016 | Premios AVN  | Nominada  | Artista femenina del año                      | —                                                               |
| 2016 | Premios AVN  | Nominada  | Mejor escena de sexo en grupo                 | Orgy Masters 7                                                  |
| 2016 | Premios AVN  | Nominada  | Mejor actuación solo / tease                  | Bombshells 6                                                    |
| 2016 | Premios AVN  | Ganadora  | Mejor escena POV de sexo                      | Jules Jordan's Eye Contact                                      |
| 2016 | Premios AVN  | Nominada  | Premio fan: Estrella porno femenina favorita  | —                                                               |
| 2016 | Premios AVN  | Nominada  | Premio fan: Estrella social media             | —                                                               |
| 2016 | Premios AVN  | Nominada  | Mejor escena de sexo lésbico en grupo         | Girls Kissing Girls 17                                          |
| 2016 | Premios AVN  | Nominada  | Mejor escena de sexo anal                     | Anal Beauty                                                     |
| 2016 | Premios XBIZ | Nominada  | Artista femenina del año                      | —                                                               |
| 2016 | Premios XBIZ | Nominada  | Mejor escena de sexo en película de todo sexo | Bombshells 6                                                    |
| 2016 | Premios XRCO | Nominada  | Superslut of the Year                         | —                                                               |
| 2016 | Premios XRCO | Nominada  | Orgasmic Analist of the Year                  | —                                                               |
| 2017 | Premios AVN  | Nominada  | Artista femenina del año                      | —                                                               |
| 2017 | Premios AVN  | Nominada  | Mejor escena de doble penetración             | Aidra Fox Is Slutwoman                                          |
| 2017 | Premios AVN  | Nominada  | Mejor escena de sexo chico/chica              | Perfect Pussy                                                   |
| 2017 | Premios AVN  | Nominada  | Mejor escena de sexo en grupo                 | Gangbanged 7                                                    |
| 2017 | Premios AVN  | Nominada  | Mejor escena de sexo lésbico                  | We Live Together 43                                             |
| 2017 | Premios AVN  | Nominada  | Mejor escena de sexo oral                     | Throat Training 2                                               |
| 2017 | Premios AVN  | Nominada  | Mejor escena de trío M-H-M                    | Aidra Fox Is Slutwoman                                          |
| 2017 | Premios AVN  | Nominada  | Premio fan: Artista femenina favorita         | —                                                               |
| 2017 | Premios XBIZ | Nominada  | Mejor actriz en película de sexo en pareja    | The Masseuse 10                                                 |
| 2017 | Premios XBIZ | Nominada  | Mejor actriz en película de sexo en pareja    | Secret Spa                                                      |
| 2017 | Premios XBIZ | Nominada  | Mejor escena de sexo en película lésbica      | Mother Lovers Society 15                                        |
| 2017 | Premios XBIZ | Nominada  | Mejor escena de sexo en película protagonista | Submission of Emma Marx 3: Exposed                              |
| 2018 | Premios AVN  | Nominada  | Artista femenina del año                      | —                                                               |
| 2018 | Premios AVN  | Nominada  | Mejor escena de sexo anal                     | Anal Fuck Dolls 2                                               |
| 2018 | Premios AVN  | Nominada  | Mejor escena de sexo lésbico                  | Tory Black is Back                                              |
| 2018 | Premios AVN  | Nominada  | Mejor actuación solo / tease                  | The Dirty Dolls                                                 |
| 2018 | Premios AVN  | Ganadora  | Mejor escena de sexo oral                     | Facialized 4                                                    |
| 2018 | Premios AVN  | Nominada  | Premio fan: Artista femenina favorita         | —                                                               |
| 2018 | Premios AVN  | Nominada  | Premio fan: Estrella mediática                | —                                                               |
| 2018 | Inked Awards | Nominada  | Mejor escena lésbica                          | Tori Black is Back                                              |
| 2018 | Premios XBIZ | Nominada  | Mejor escena de sexo en película gonzo        | Anal Fuck Dolls 2                                               |
| 2018 | Premios XBIZ | Nominada  | Mejor escena de sexo en película de todo sexo | Teen Yoga                                                       |
| 2018 | Premios XBIZ | Nominada  | Mejor escena de sexo en película vignette     | Teen Swap                                                       |
| 2018 | Premios XBIZ | Nominada  | Mejor escena de sexo en película lésbica      | Tori Black is Back                                              |
| 2019 | Premios AVN  | Nominada  | Mejor escena de sexo oral                     | Aidra Fox Returns to Swallow Salon for Some Cosplay Blowjob Fun |
| 2019 | Premios AVN  | Nominada  | Mejor escena de trío M-H-M                    | Mediating Threesome                                             |
| 2019 | Premios AVN  | Nominada  | Premio fan: Estrella mediática                | —                                                               |
| 2020 | Premios AVN  | Nominada  | Mejor escena de sexo lésbico                  | Teenage Lesbian                                                 |
| 2020 | Premios AVN  | Nominada  | Mejor escena de trío M-H-M                    | Hardcore Threesomes 3                                           |
| 2020 | Premios XBIZ | Nominada  | Artista lésbica del año                       | —                                                               |
| 2020 | Premios XBIZ | Nominada  | Mejor escena de sexo en película lésbica      | Perfect Touch                                                   |
| 2020 | Premios XBIZ | Nominada  | Mejor escena de sexo en película lésbica      | Girlcore: Private School                                        |
| 2020 | Premios XBIZ | Nominada  | Mejor escena de sexo en película tabú         | Sibling Seductions 3                                            |
| 2020 | Premios XBIZ | Nominada  | Mejor escena de sexo en película de todo sexo | The Brat Pack                                                   |
| 2020 | Premios XBIZ | Nominada  | Mejor escena de sexo en película vignette     | Sordid Stories                                                  |
| 2021 | Premios AVN  | Ganadora  | Mejor escena de sexo en cuarentena            | Teenage Lesbian: One Year Later                                 |
| 2021 | Premios AVN  | Nominada  | Mejor escena de sexo lésbico                  | Romantic Charades                                               |
| 2021 | Premios AVN  | Nominada  | Mejor escena de sexo lésbico en grupo         | Popular                                                         |
| 2021 | Premios AVN  | Ganadora  | Mejor escena de sexo en realidad virtual      | The Cabin in the Woods                                          |
| 2021 | Premios AVN  | Nominada  | Mejor escena de trío M-H-M                    | Plues One                                                       |
| 2021 | Premios XBIZ | Nominada  | Artista lésbica del año                       | —                                                               |
| 2021 | Premios XBIZ | Nominada  | Mejor actuación de reparto                    | Terror Camp                                                     |
| 2021 | Premios XBIZ | Nominada  | Mejor escena de sexo en película vignette     | Holding Out and Giving in 2                                     |
| 2022 | Premios AVN  | Nominada  | Mejor escena de sexo lésbico                  | The Seductive Art of Massage                                    |
| 2022 | Premios XBIZ | Nominada  | Artista lésbica del año                       | —                                                               |
| 2022 | Premios XBIZ | Nominada  | Mejor escena de sexo en película lésbica      | The Seductive Art of Massage                                    |
| 2022 | Premios XBIZ | Nominada  | Mejor escena de sexo en película vignette     | Going for It                                                    |
| 2023 | Premios AVN  | Ganadora  | Artista lésbica del año                       | —                                                               |
| 2023 | Premios XBIZ | Nominada  | Artista lésbica del año                       | —                                                               |
| 2023 | Premios XBIZ | Nominada  | Mejor escena de sexo en película lésbica      | Stream                                                          |
| 2023 | Premios XBIZ | Nominada  | Mejor escena de sexo en película de todo sexo | The Red Room                                                    |
| 2023 | Premios XBIZ | Nominada  | Mejor escena de sexo en película vignette     | Too Complicated                                                 |
| 2024 | Premios AVN  | Nominada  | Mejor escena de sexo lésbico                  | Lesbian Performers of the Year 2023                             |
| 2024 | Premios AVN  | Ganadora  | Mejor escena de sexo lésbico en grupo         | Lesbian Threesomes                                              |
| 2024 | Premios XBIZ | Nominada  | Artista lésbica del año                       | —                                                               |